# Kanadas Grand Prix 2002
Kanadas Grand Prix 2002 var det åttonde av 17 lopp ingående i formel 1-VM 2002.

## Resultat
1. Michael Schumacher, Ferrari, 10 poäng
2. David Coulthard, McLaren-Mercedes, 6
3. Rubens Barrichello, Ferrari, 4
4. Kimi Räikkönen, McLaren-Mercedes, 3
5. Giancarlo Fisichella, Jordan-Honda, 2
6. Jarno Trulli, Renault, 1
7. Ralf Schumacher, Williams-BMW
8. Olivier Panis, BAR-Honda
9. Felipe Massa, Sauber-Petronas
10. Takuma Sato, Jordan-Honda
11. Mark Webber, Minardi-Asiatech
12. Nick Heidfeld, Sauber-Petronas
13. Heinz-Harald Frentzen, Arrows-Cosworth
14. Alex Yoong, Minardi-Asiatech
15. Jenson Button, Renault (varv 65, växellåda)

### Förare som bröt loppet
- Juan Pablo Montoya, Williams-BMW (varv 56, motor)
- Allan McNish, Toyota (45, snurrade av)
- Eddie Irvine, Jaguar-Cosworth (41, överhettning)
- Mika Salo, Toyota (41, bromsar)
- Pedro de la Rosa, Jaguar-Cosworth (29, växellåda)
- Enrique Bernoldi, Arrows-Cosworth (16, upphängning)
- Jacques Villeneuve, BAR-Honda (8, motor)

## VM-ställning
| Förarmästerskapet 1. Michael Schumacher, Ferrari, 70 2. Ralf Schumacher, Williams-BMW, 27 Juan Pablo Montoya, Williams-BMW, 27 3. David Coulthard, McLaren-Mercedes, 26 | Konstruktörsmästerskapet 1. Ferrari, 86 2. Williams-BMW, 54 3. McLaren-Mercedes, 33 |